# Oligosoma acrinasum
Oligosoma acrinasum — вид сцинкоподібних ящірок родини сцинкових (Scincidae). Ендемік Нової Зеландії.

## Поширення і екологія
Oligosoma acrinasum мешкають на дрібних острівцях, прибережних скелях і валунних пляжах на узбережжі Фіордленду у південно-західній частині Південного острова. Ведуть денний спосіб життя, часто гріються на сонці. Живляться дрібними безхребетними.

## Збереження
МСОП класифікує стан збереження цього виду як близький до загрозливого. Oligosoma acrinasum загрожує хижацтво з боку інтродукованих тварин.